# Elecciones parlamentarias de Grecia de noviembre de 1989
Elecciones parlamentarias anticipadas se celebraron en Grecia el 5 de noviembre de 1989. El partido conservador Nueva Democracia de Konstantinos Mitsotakis continuó como el partido más grande en el Consejo de los Helenos, derrotando al Movimiento Socialista Panhelénico (PASOK) de Andreas Papandréu. Sin embargo, al igual que tras las elecciones anteriores, Mitsotakis no pudo formar gobierno al no contar con mayoría absoluta y en consecuencia unas nuevas elecciones parlamentarias debieron convocarse para abril de 1990.

## Resultados
|  | 46.19 % |

|  | 40.67 % |

|  | 10.97 % |

|  | 0.57 % |

|  | 1.6 % |

|  | 98.35 % |

|  | 1.65 % |

|  | 100.0 % |

|  | 79.24 % |